# 華陳真妮
華陳真妮（1952年6月22日—），因從夫姓亦常稱作華真妮，香港公務員及業餘草地滾球運動員，在公務員系統退休前曾擔任香港駐悉尼經濟貿易辦事處處長，官至首長級乙級政務官。他在1976年加入港英政府任職助理貿易主任，期後一直晉升至1990年轉任為首長級丙級政務官，及後曾出任民政事務、運輸、文化及康體等範疇的決策科局職務。在草地滾球運動上，她曾代表英屬香港出戰英聯邦運動會，並在1990年的賽事中取得女子四人賽銅牌。

## 早年生活
陳真妮於1952年6月22日出生，並在香港大學取得文学士學位。

## 公務員生涯

### 早年生涯
華陳真妮先於1976年8月加入港英政府入職助理貿易主任，及後於1979年7月升任貿易主任，並在1982年晉升至首席貿易主任。她在任職首席貿易主任時曾多次兼任首長級丙級政務官的職務，最終她在1990年4月轉任首長級丙級政務官。

### 首長級政務官

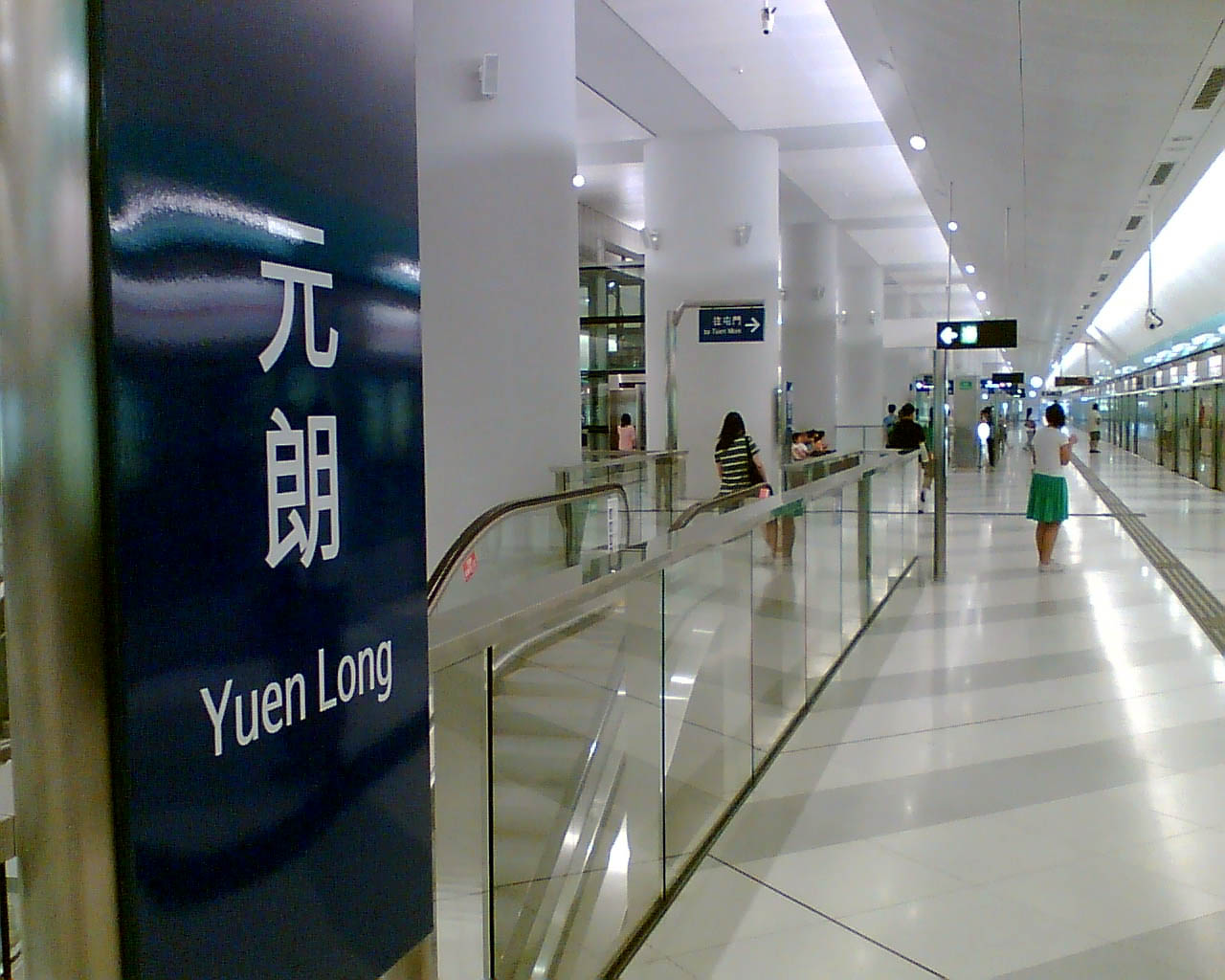
華陳真妮曾負責西部走廊鐵路的規劃工作

轉任首長級丙級政務官的華陳真妮在1990年4月獲派至布政司署財政科，及後在同年6月兼任負責工務的助理財政司職位，處理工務工程的庫務工作。不過她在布政司署僅逗留數個月，並於同年8月1日被調派至政務總署任職首席助理政務司並獲奉為官守太平紳士，她先於同年9月起負責青年事務，再於同年10月改為負責社區資訊。在任內，她負責的工作包括華民宗教事務，故曾多次代表政府出席香港佛教聯合會等多個組織的活動。
華陳在1993年9月被召回布政司署，並改於運輸科出任首席助理運輸司，負責有關鐵路的運輸基建事宜，主要處理地下鐵路公司及九廣鐵路公司的鐵路發展工程。在1990年代中，她被獲派擔任西部走廊鐵路的規劃主管，但在九廣西鐵工程動土前就由鍾小玲接任職位。與此同時，她為負責制定《鐵路條例》的主要官員，並在香港立法局上就條例草案答辯。
在1997年2月，華陳被抽調至文康廣播科及升任至副文康廣播司，並在香港回歸後繼續擔任文康廣播局副局長。她在局內負責文化及康樂事務，包括文化政策、古蹟文物和康體設施的規劃及管理。她曾負責西九龍填海區的康樂及體育場館規劃工作，更曾考慮研究在西九舉辦世界博覽會。同時，她亦管理古物古蹟辦事處的工作，以及監管衞奕信勳爵文物信託的運作。她在任內除了啟用中西區文物徑外，更曾在1997年6月更與紀念駐港一百年的菲律賓駐香港總領事館合作為菲國歷史人物的在港的歷史事蹟豎立紀念牌匾。另外，她負責將局方於文化藝術的策劃及推廣工作轉交至在1995年成立的香港藝術發展局。及後，她亦負責港府與市政局及區域市政局的康體政策重整工作，並安排文康廣播局解散，由民政事務局及資訊科技及廣播局接管有關工作，而她亦在部門改組後調任至民政事務局繼續擔任副局長。她在1998年4月晉升為首長級乙級政務官，並於同年7月再獲委任為官守太平紳士。

### 派駐悉尼

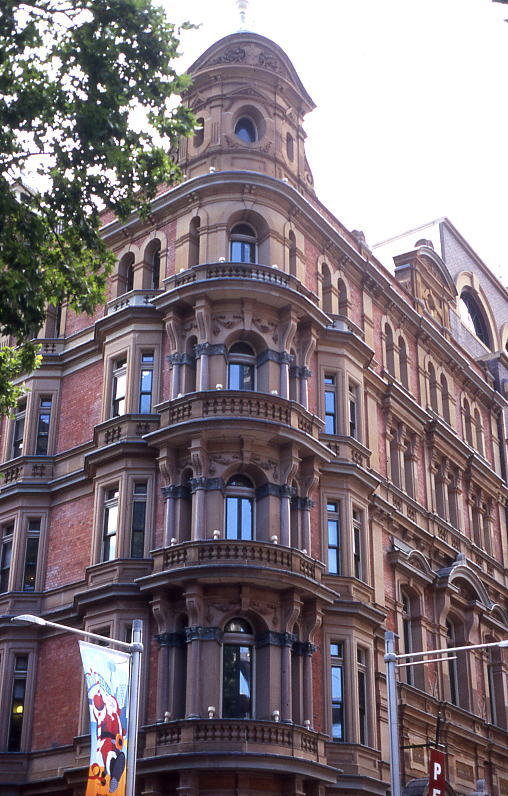
華陳真妮出任近九年香港駐悉尼經濟貿易辦事處處長

華陳真妮在1998年10月18日接替祝建勳出任香港駐悉尼經濟貿易辦事處處長，她原定三年的任期被多次延長至近九年。她在任內多次接待到訪澳大利亚及新西兰的港府官員及議員，包括公務員事務局局長王永平就公務員體制改革的訪問及香港立法會就食物安全制度的考察代表團等。另外，她在任內於2000年夏季奧林匹克運動會協調香港代表團首次以「中國香港」的名義參賽的禮節性工作。同時，她也在墨尔本及奧克蘭的電影節中推廣香港電影。
在2007年，華陳負責澳紐兩國的香港特別行政區成立十周年紀念活動，除了舉辦多個慶祝酒會及晚宴外，亦安排公開的中樂音樂會及香港電影放映會，以及在《澳洲人報》印刷香港特刊。及後，華陳在悉尼任職接近九年之際，在2007年9月19日以55歲之齡退休卸任處長，由黃浪詩接任。

## 個人生活
陳真妮與於皇家香港警務處任職的英國裔業餘足球運動員窩利士在1971年於香港大學上課時結識，更在她加入政府前就結為夫婦，而她的姓名因而從夫姓為華真妮。兩人結婚後在香港育有一子一女。及後，夫婦一同成為業餘草地滾球運動員，並在香港推廣現代草地滾球運動。在草地滾球運動上，她曾代表英屬香港出戰1990年英聯邦運動會及1994年英聯邦運動會，其中更在1990年的賽事中屬於奪取女子四人賽銅牌組合的其中一員。另外，她在1993年的亞洲太平洋草地滾球賽的雙人及三人賽事中取得一銀一銅成績。
她與丈夫在退休後留在澳大利亚悉尼生活。她曾在2010年代出任環球香港商業協會聯盟副主席，與香港澳洲商會保有密切關係。她曾擔任慈善组织更生會的副會長，為患癌的澳大利亚华人提供支援。另外，她也是社區婦女組織慧賢會的贊助人。

## 榮譽

### 勳銜
- 官守太平紳士（J.P.）（1990年8月1日－1993年9月6日；1998年7月1日－2007年9月19日）[3][5][18]

### 頭銜
- 華陳真妮，JP（Jenny Wallis, JP，1990年8月1日－1993年9月6日；1998年7月1日－2007年9月19日）[3][5][18]